# Gotthard Steininger
Georg Gotthard Steininger (Pečuh, 1782. ili 1792. – Varaždin, poslije 1850.), hrvatski graditelj orgulja koji je djelovao u Varaždinu.
Radio je od 1817. do 1850. na popravku, gradnji i pregradnji orgulja u Maloj Subotici, Volavju, Klupcima, Bednji, kapeli u Trakošćanu, Donjoj Višnjici i drugdje.